# Saisseval
Pour les articles homonymes, voir Saisseval (homonymie).
Saisseval est une commune française située dans le département de la Somme, en région Hauts-de-France.

## Géographie

### Localisation
Saisseval est un village picard de l'Amiénois.
À vol d'oiseau, la localité est située à 7 km au sud-ouest d'Ailly-sur-Somme, 13 km à l'ouest d'Amiens et à 31 km au sud-est d'Abbeville.
Le territoire de la commune est limitrophe de ceux de six communes.
Les communes limitrophes sont Fourdrinoy, Bovelles, Briquemesnil-Floxicourt, Cavillon, Picquigny et Seux.

### Hydrographie
La commune est située dans le bassin Artois-Picardie. Elle n'est drainée par aucun cours d'eau.

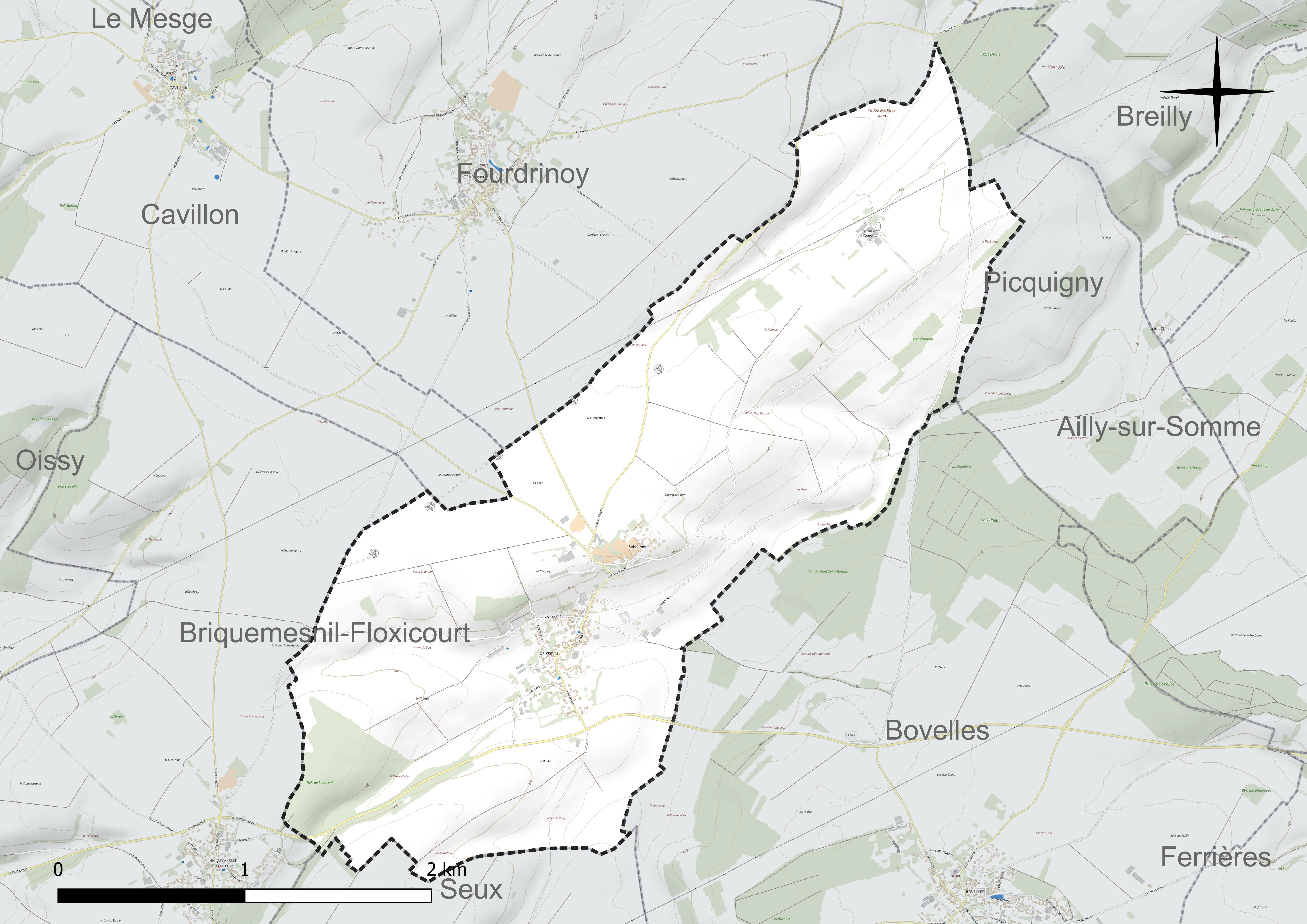
Réseau hydrographique de Saisseval.

### Climat
Pour des articles plus généraux, voir Climat des Hauts-de-France et Climat de la Somme.
En 2010, le climat de la commune est de type climat océanique dégradé des plaines du Centre et du Nord, selon une étude du CNRS s'appuyant sur une série de données couvrant la période 1971-2000. En 2020, Météo-France publie une typologie des climats de la France métropolitaine dans laquelle la commune est exposée à un climat océanique et est dans la région climatique Côtes de la Manche orientale, caractérisée par un faible ensoleillement (1 550 h/an) ; forte humidité de l'air (plus de 20 h/jour avec humidité relative> 80 % en hiver), vents forts fréquents.
Pour la période 1971-2000, la température annuelle moyenne est de 10,3 °C, avec une amplitude thermique annuelle de 13,4 °C. Le cumul annuel moyen de précipitations est de 718 mm, avec 11,6 jours de précipitations en janvier et 8,4 jours en juillet. Pour la période 1991-2020, la température moyenne annuelle observée sur la station météorologique la plus proche, située sur la commune de Glisy à 21 km à vol d'oiseau, est de 11,1 °C et le cumul annuel moyen de précipitations est de 646,6 mm,. Pour l'avenir, les paramètres climatiques de la commune estimés pour 2050 selon différents scénarios d'émission de gaz à effet de serre sont consultables sur un site dédié publié par Météo-France en novembre 2022.

## Urbanisme

### Typologie
Au 1er janvier 2024, Saisseval est catégorisée commune rurale à habitat dispersé, selon la nouvelle grille communale de densité à sept niveaux définie par l'Insee en 2022.
Elle est située hors unité urbaine. Par ailleurs la commune fait partie de l'aire d'attraction d'Amiens, dont elle est une commune de la couronne,. Cette aire, qui regroupe 369 communes, est catégorisée dans les aires de 200 000 à moins de 700 000 habitants,.

### Occupation des sols
L'occupation des sols de la commune, telle qu'elle ressort de la base de données européenne d'occupation biophysique des sols Corine Land Cover (CLC), est marquée par l'importance des territoires agricoles (89,9 % en 2018), une proportion identique à celle de 1990 (89,9 %). La répartition détaillée en 2018 est la suivante :
terres arables (89,9 %), forêts (5,2 %), zones urbanisées (4,9 %). L'évolution de l'occupation des sols de la commune et de ses infrastructures peut être observée sur les différentes représentations cartographiques du territoire : la carte de Cassini (XVIIIe siècle), la carte d'état-major (1820-1866) et les cartes ou photos aériennes de l'IGN pour la période actuelle (1950 à aujourd'hui).

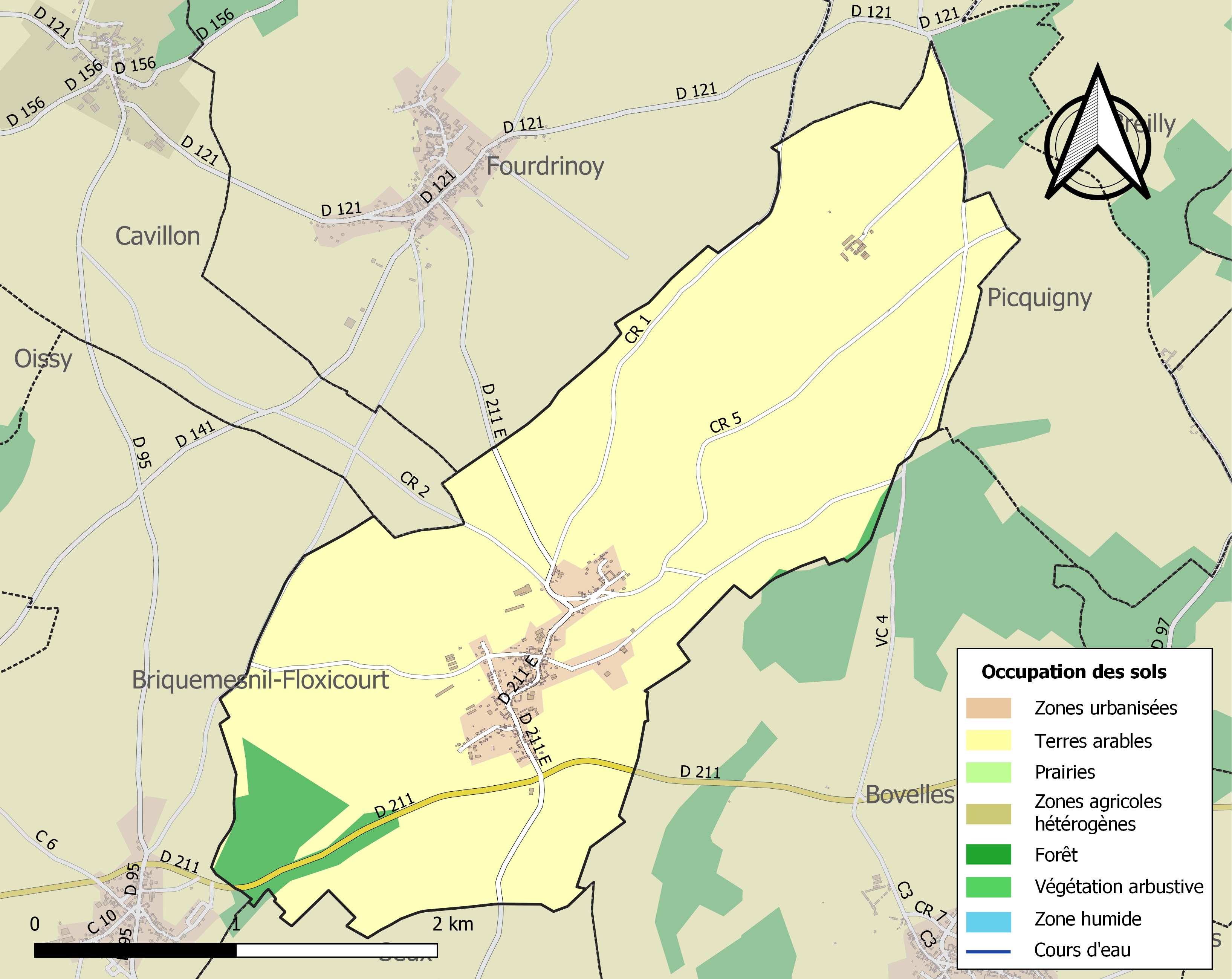
Carte des infrastructures et de l'occupation des sols de la commune en 2018 (CLC).

### Lieux-dits, hameaux et écarts
Saisseval comprend un hameau, Saissemont, situé plus au nord du territoire communal, et, comme son nom le suggère, plus en hauteur, son altitude atteignant 111 m.

### Habitat et logement
En 2019, le nombre total de logements dans la commune était de 108, alors qu'il était de 107 en 2014 et de 96 en 2009.
Parmi ces logements, 89,7 % étaient des résidences principales, 2,8 % des résidences secondaires et 7,5 % des logements vacants. Ces logements en totalité  des maisons individuelles.
Le tableau ci-dessous présente la typologie des logements à Saisseval en 2019 en comparaison avec celle de la Somme et de la France entière. Une caractéristique marquante du parc de logements est ainsi une proportion de résidences secondaires et logements occasionnels (2,8 %) inférieure à celle du département (8,3 %) mais supérieure à celle de la France entière (9,7 %). Concernant le statut d'occupation de ces logements, 88,7 % des habitants de la commune sont propriétaires de leur logement (87 % en 2014), contre 60,2 % pour la Somme et 57,5 pour la France entière.
| Typologie                                               | Saisseval | Somme | France entière |
| ------------------------------------------------------- | --------- | ----- | -------------- |
| Résidences principales (en %)                           | 89,7      | 83,2  | 82,1           |
| Résidences secondaires et logements occasionnels (en %) | 2,8       | 8,3   | 9,7            |
| Logements vacants (en %)                                | 7,5       | 8,5   | 8,2            |

### Voies de communication et transports
En 2019, la commune est desservie par la ligne d'autocars no 4 (Blangy-sur-Bresle - Amiens) du réseau Trans'80, Hauts-de-France, chaque jour de la semaine sauf le dimanche et les jours fériés.

## Toponymie
Le nom de la localité  est attesté sous la forme Sylvanü Vallis en 1066 (Gallia christiana).
La forme de 1066 est une latinisation fantaisiste comme c'est parfois le cas, incompatible avec la forme actuelle et la forme générale de ce type toponymique.
Il s'agit d'une formation médiévale en -val « val, vallée », dont le premier élément est un anthroponyme, quand il ne s'agit pas d'un adjectif.
Le premier élément Saisse- représente probablement un nom de personne germanique : Saxo ou Saixo (surnom signifiant « le Saxon »), attesté par ailleurs dans Cesseville (Eure, Sesseville 1195).
Autrement, la présence des Saxons est bien attestée par l'archéologie dans le département de la Somme.

## Histoire
De 1768 à 1860, le village a eu trois instituteurs qui se sont succédé de père en fils.
En 1899, le hameau de Saissemont compte 25 habitants La ferme des Romonts y emploie huit ouvriers.
La commune a été décorée de la Croix de guerre 1939-1945 avec étoile de bronze le 11 novembre 1948

## Politique et administration

### Rattachements administratifs et électoraux

#### Rattachements administratifs
La commune se trouve dans l'arrondissement d'Amiens du département de la Somme.
Elle faisait partie depuis 1801 du canton de Molliens-Dreuil. Dans le cadre du redécoupage cantonal de 2014 en France, cette circonscription administrative territoriale a disparu, et le canton n'est plus qu'une circonscription électorale.

#### Rattachements électoraux
Pour les élections départementales, la commune est membre depuis 2014 du  canton d'Ailly-sur-Somme
Pour l'élection des députés, elle fait partie de la troisième circonscription de la Somme.

### Intercommunalité
Saisseval était membre de la petite  communauté de communes de l'Ouest d'Amiens, un établissement public de coopération intercommunale (EPCI) à fiscalité propre créé en 1993 et auquel la commune avait transféré un certain nombre de ses compétences, dans les conditions déterminées par le code général des collectivités territoriales.
Dans le cadre des dispositions de la loi portant nouvelle organisation territoriale de la République du 7 août 2015, qui prévoit que les établissements publics de coopération intercommunale (EPCI) à fiscalité propre doivent avoir un minimum de 15 000 habitants, cette intercommunalité a fusionné avec sa voisine pour former, le 1er janvier 2017, la communauté de communes Nièvre et Somme dont est désormais membre la commune.

### Liste des maires
| Période                                  | Période         | Identité         | Étiquette | Qualité                                                                                           |
| ---------------------------------------- | --------------- | ---------------- | --------- | ------------------------------------------------------------------------------------------------- |
| Les données manquantes sont à compléter. |                 |                  |           |                                                                                                   |
| 1987                                     | mars 2001       | Pierre Dobel     |           | Ancien directeur général de l'OPAC d'Amiens Ancien directeur de l'office public d'HLM de la Somme |
| mars 2001                                | janvier 2016    | Gilles Godin     |           | Exploitant agricole Démissionnaire                                                                |
| mars 2016                                | mai 2020        | Philippe Pluquet |           | Agriculteur                                                                                       |
| mai 2020                                 | 29 juillet 2022 | Danielle Carlier |           | Ouvrière retraitée Démissionnaire                                                                 |
| octobre 2022                             | 17 mai 2023     | Alain Godin      |           | Frère de Gilles Godin Démissionnaire                                                              |
| juillet 2023                             | En cours        | Vincent Louette  |           | Professeur                                                                                        |

### Distinctions et labels
Au classement du concours des villes et villages fleuris, une fleur récompense en 2015 les efforts locaux en faveur de l'environnement.

## Population et société

### Démographie
L'évolution du nombre d'habitants est connue à travers les recensements de la population effectués dans la commune depuis 1793. Pour les communes de moins de 10 000 habitants, une enquête de recensement portant sur toute la population est réalisée tous les cinq ans, les populations de référence des années intermédiaires étant quant à elles estimées par interpolation ou extrapolation. Pour la commune, le premier recensement exhaustif entrant dans le cadre du nouveau dispositif a été réalisé en 2006.

En 2022, la commune comptait 251 habitants, en évolution de +4,58 % par rapport à 2016 (Somme : −1,26 %, France hors Mayotte : +2,11 %).
| 1793 | 1806 | 1821 | 1831 | 1836 | 1841 | 1846 | 1851 | 1856 |
| ---- | ---- | ---- | ---- | ---- | ---- | ---- | ---- | ---- |
| 330  | 399  | 435  | 409  | 407  | 422  | 423  | 409  | 405  |

| 1861 | 1866 | 1872 | 1876 | 1881 | 1886 | 1891 | 1896 | 1901 |
| ---- | ---- | ---- | ---- | ---- | ---- | ---- | ---- | ---- |
| 403  | 375  | 358  | 329  | 307  | 291  | 271  | 247  | 220  |

| 1906 | 1911 | 1921 | 1926 | 1931 | 1936 | 1946 | 1954 | 1962 |
| ---- | ---- | ---- | ---- | ---- | ---- | ---- | ---- | ---- |
| 208  | 202  | 189  | 179  | 177  | 176  | 147  | 187  | 171  |

| 1968 | 1975 | 1982 | 1990 | 1999 | 2006 | 2011 | 2016 | 2021 |
| ---- | ---- | ---- | ---- | ---- | ---- | ---- | ---- | ---- |
| 183  | 175  | 182  | 223  | 230  | 222  | 231  | 240  | 247  |

| 2022 | - | - | - | - | - | - | - | - |
| ---- | - | - | - | - | - | - | - | - |
| 251  | - | - | - | - | - | - | - | - |

### Enseignement
Au niveau de l'enseignement primaire, les communes de Saisseval, Fourdrinoy, Cavillon et Oissy sont associées au sein du RPI des Noisettes.

### Cultes
Par décision de l'évêque d'Amiens, depuis le 1er janvier 2003, Saisseval dépend de la paroisse Saint-Simon du Molliénois pour le culte catholique.

## Culture locale et patrimoine

### Lieux et monuments
- Église Saint-Pierre, de facture moderne.
- Monument aux morts[29]
- Oratoire à Notre-Dame des Champs, de 1955. Des éléments liés aux activités rurales sont représentés[30].

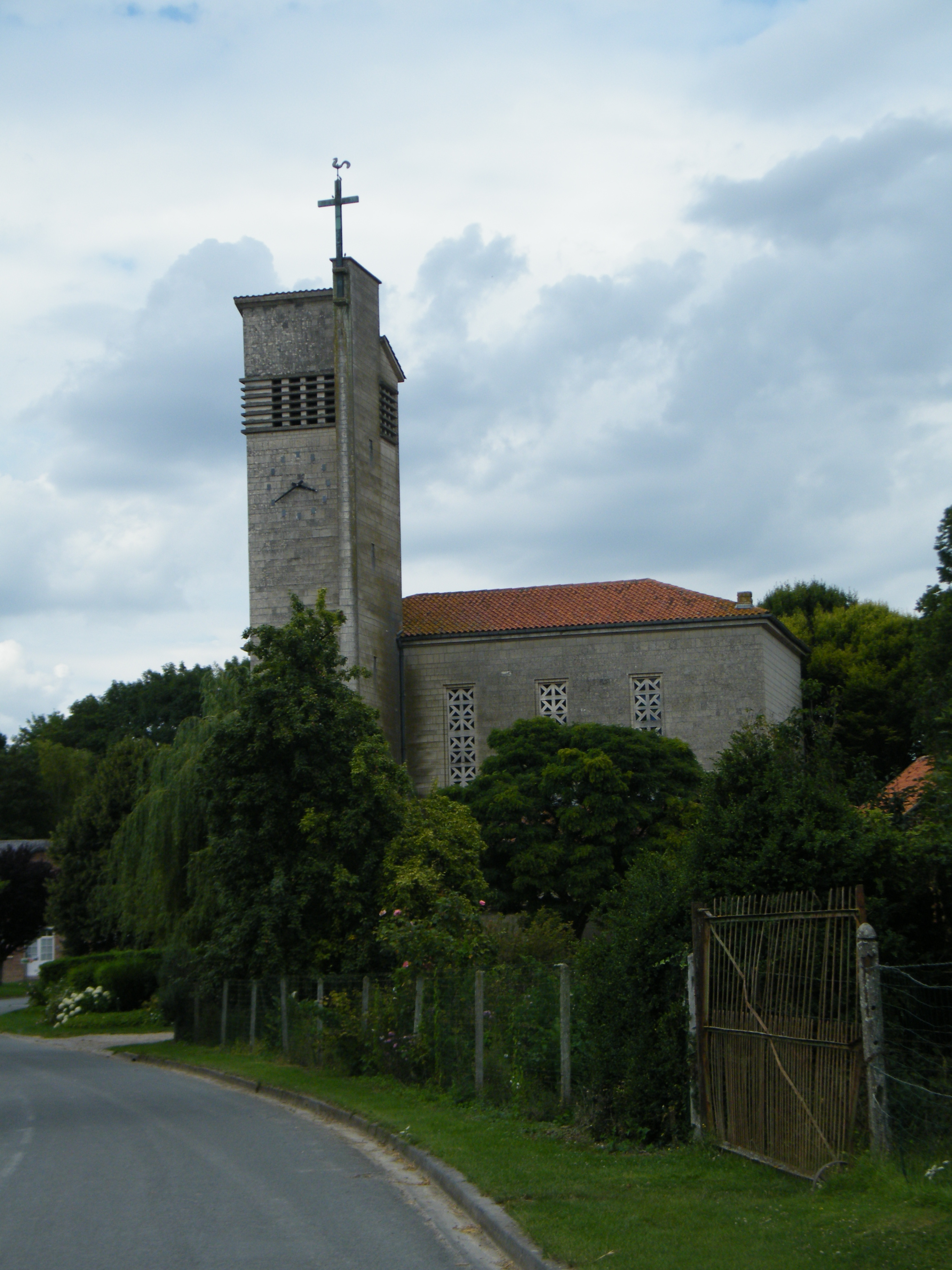
L'église Saint-Pierre.
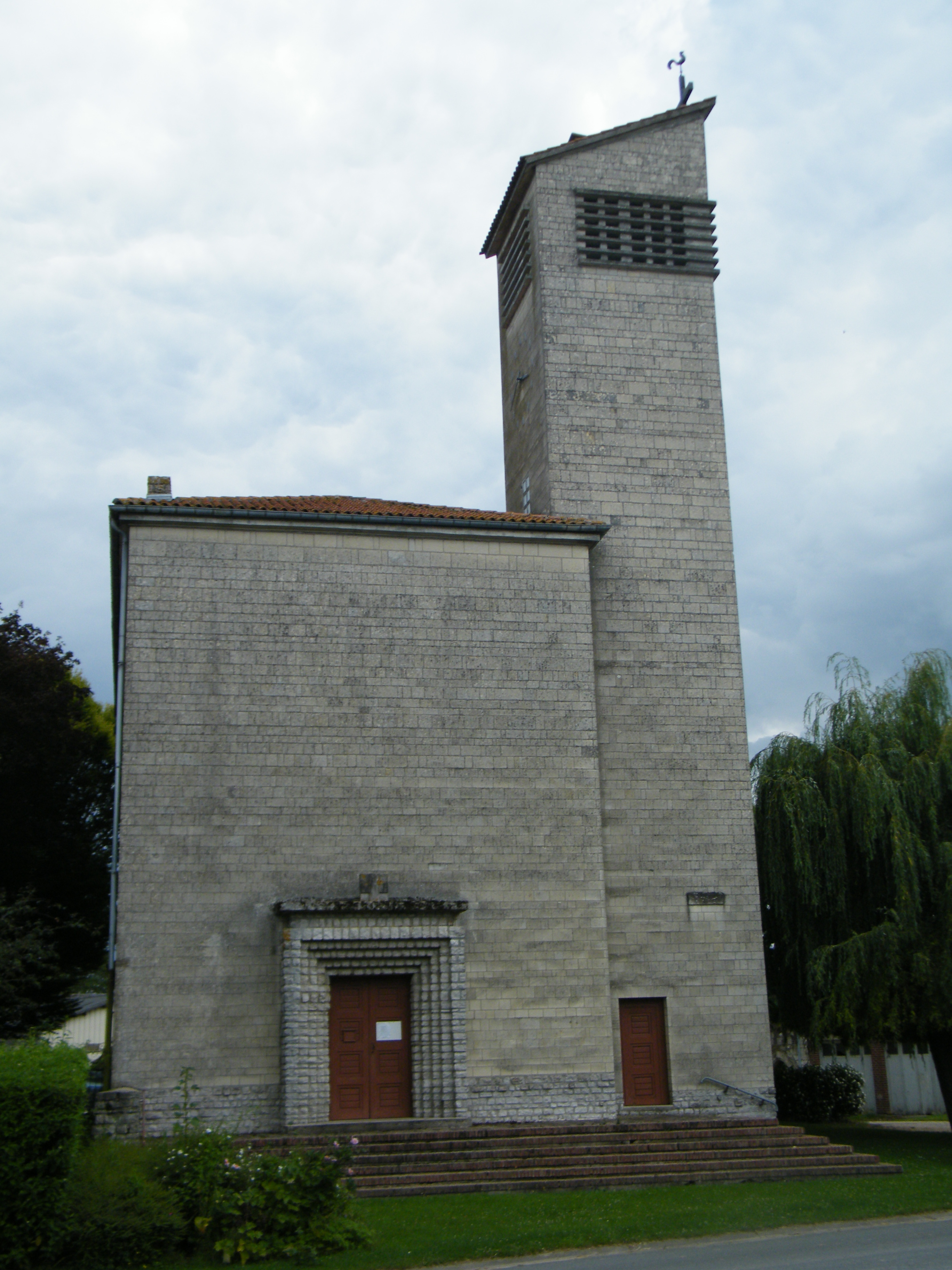
Vue du clocher.
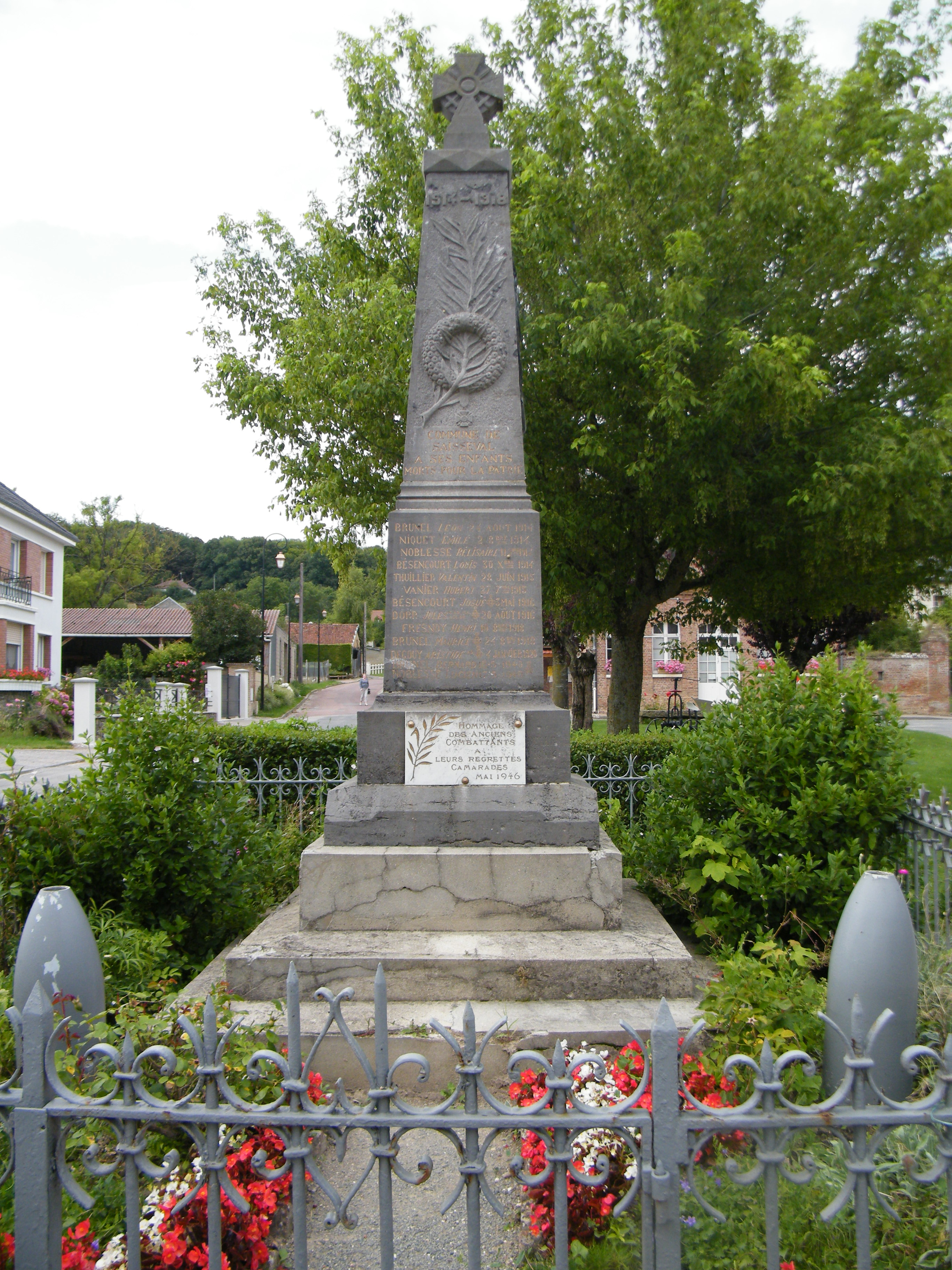
Monument aux morts pour la patrie.
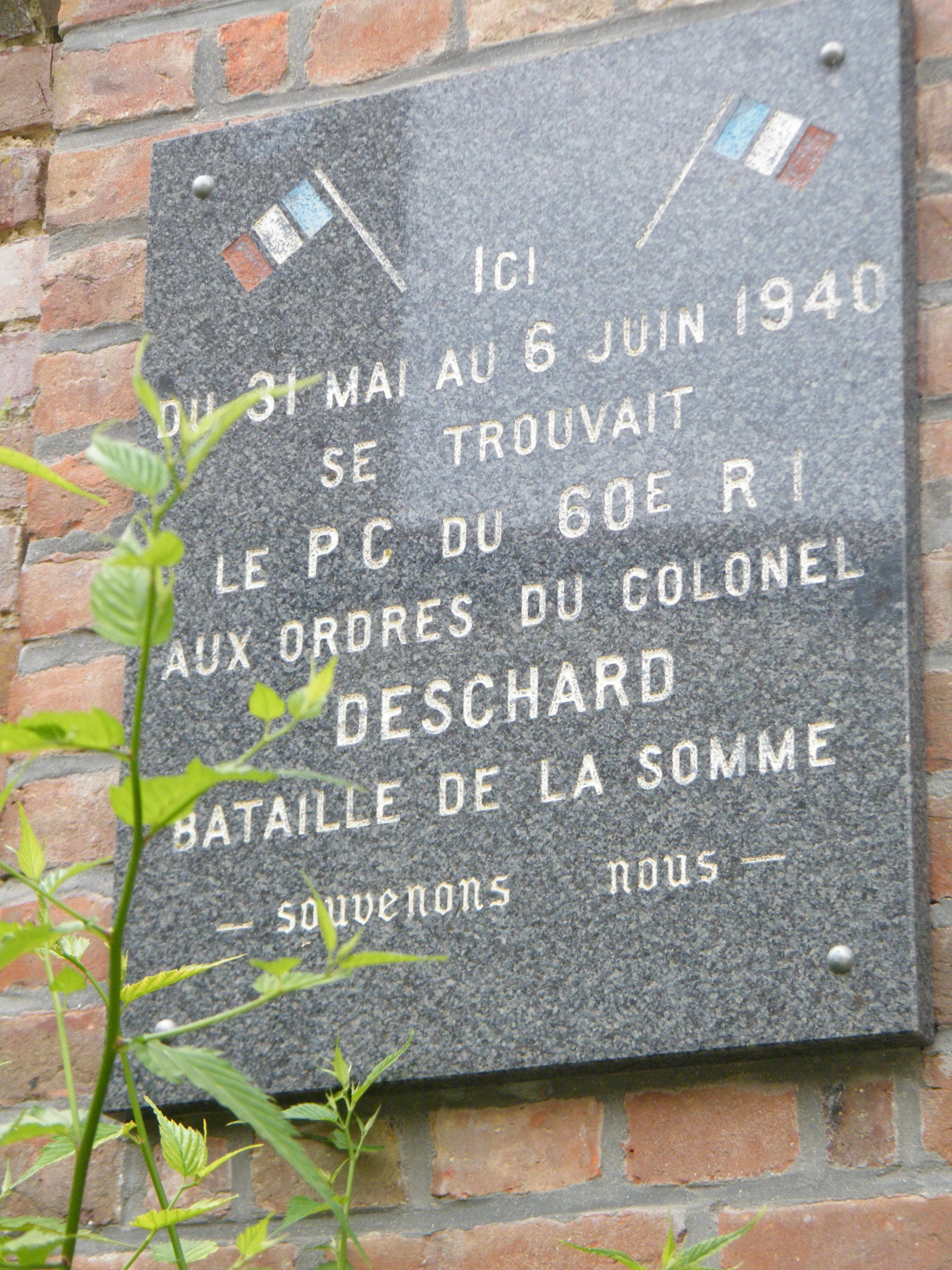
Mémoire des combats de juin 1940.

### Personnalités liées à la commune
- Jehan d'Ailly est seigneur du village en 1560[12]
- Pierre Garnier (1928-2014), poète, écrivain, critique et traducteur français, créateur du spatialisme avec sa femme Ilse Garnier (1927-2020). Ils y ont vécu et y sont inhumés[31].

### Héraldique
| Blason de Saisseval | Blason  | D'azur à deux bars adossés d'argent en chef dextre et à trois trèfles du même rangés en barre en pointe senestre.                            |
| Blason de Saisseval | Détails | Les bars proviennent des armes de la famille de Saisseval. La commune a ajouté trois trèfles, brisure des armes d'une branche de la famille. |
| Blason de Saisseval | Alias   | D'azur à deux bars adossés d'argent. Armes de la famille de Saisseval.                                                                       |